# 東銀座站
東銀座站（日语：／ Higashi-ginza eki */?）是位於日本東京都中央區銀座四丁目，屬於東京都交通局（都營地下鐵）、東京地下鐵的鐵路車站。
此站有都營地下鐵的淺草線和東京地下鐵的日比谷線停靠。淺草線的車站編號是A 11、日比谷線是H 10。日比谷線車站設有「歌舞伎座前」的副站名。

## 歷史
- 1963年（昭和38年）2月28日：都營地下鐵1號線與營團地下鐵日比谷線的東銀座站同時開業。
- 1978年（昭和53年）7月1日：都營地下鐵1號線改名淺草線。
- 2004年（平成16年）4月1日：營團地下鐵民營化，日比谷線車站由東京地下鐵繼承。

## 車站構造

### 東京都交通局
東京都交通局車站位於昭和通正下方，月台為側式月台2面2線構造。由於線路之間有汽車專用道路（昭和通三原橋交差點地下道）與停車場，因此無法看到對側月台。連絡通道位於付費區外。2010年10月26日設置電梯連結地面與A1、A2出入口剪票口外大廳。
都營淺草線全站的標示系統原為帝都高速度交通營團（營團地下鐵）樣式，直至2000年代後半進行改建工程後才換成都營地下鐵設計樣式。
淺草線押上方向剪票口的東京地下鐵售票機由都營地下鐵管理，該售票機限制發售的乘車券種類。由於東京地下鐵售票機不能儲值，因此另設都營儲值機。相反地，淺草線西馬込方向剪票口的都營售票機由東京地下鐵管理，都營售票機一樣有限制發售的乘車券種類。

#### 月台配置
| 月台 | 路線   | 目的地                             |
| ---- | ------ | ---------------------------------- |
| 1    | 淺草線 | 西馬込、京急線、羽田機場方向       |
| 2    | 淺草線 | 押上、京成線、北總線、成田機場方向 |

（來源：都營地下鐵:車站構內圖 （页面存档备份，存于））

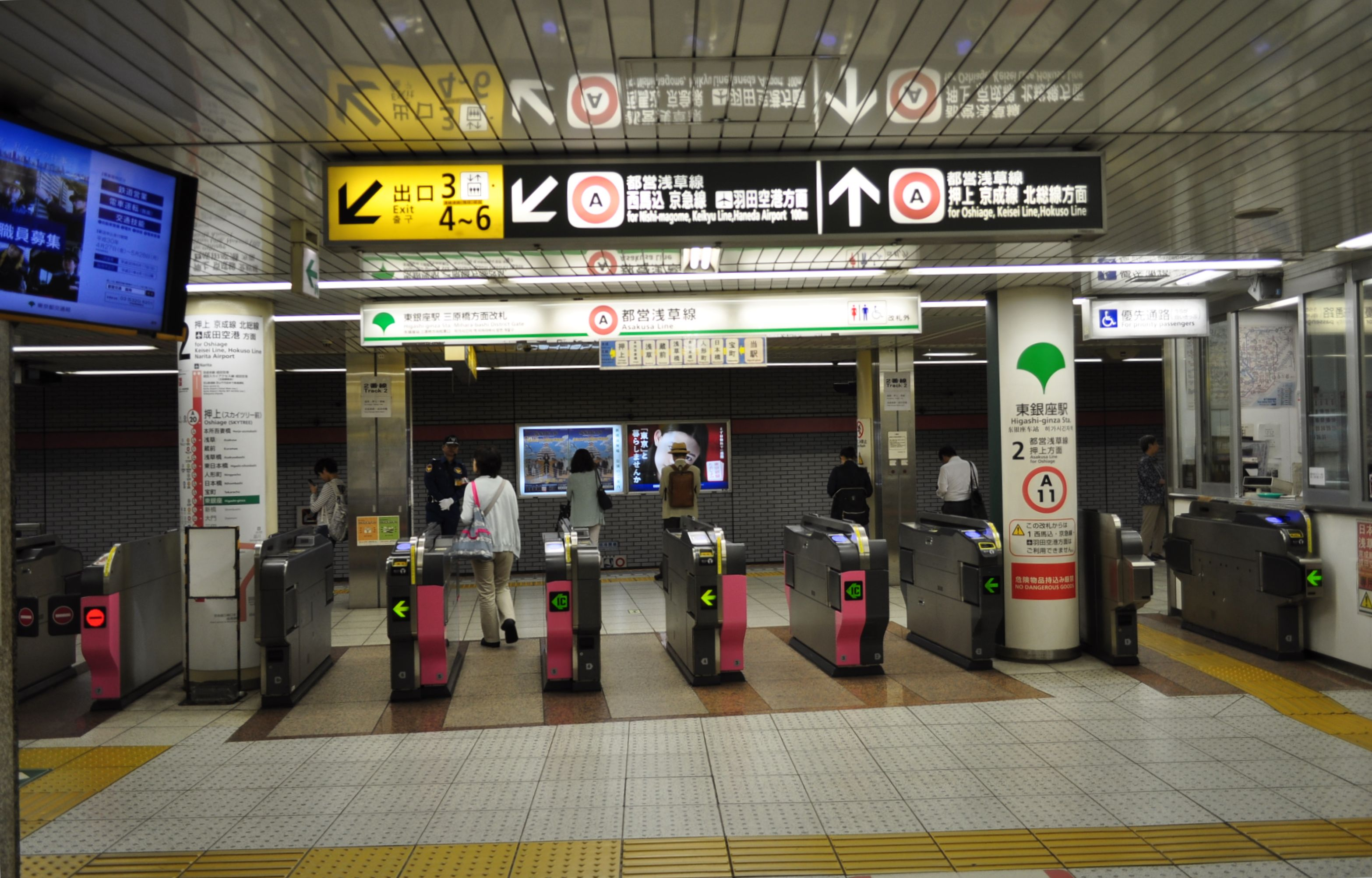
淺草線閘口（2018年5月24日攝）
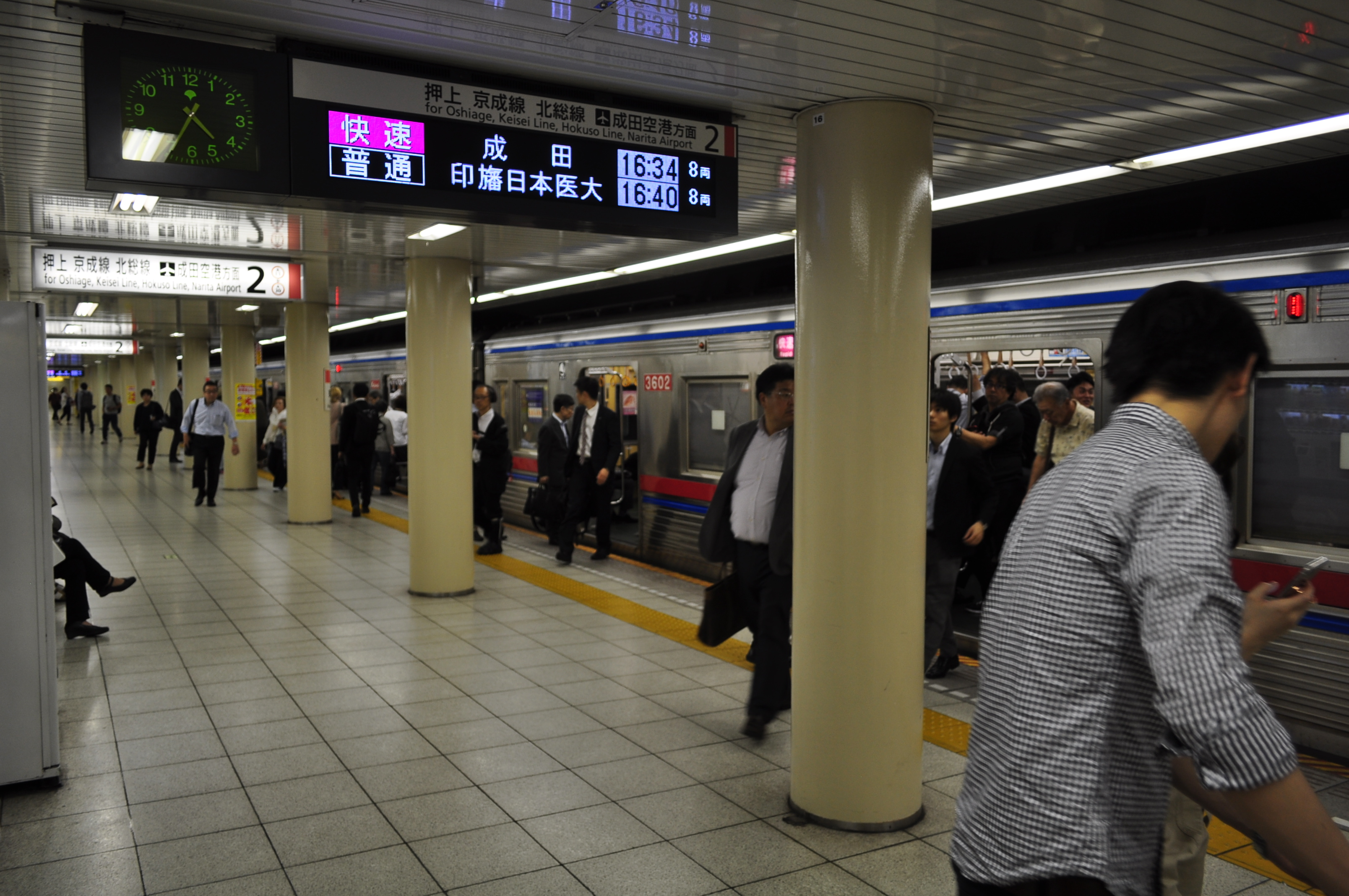
淺草線往押上方向月台（2018年5月24日攝）

### 東京地下鐵
東京地下鐵車站是島式月台1面2線地下車站。牆壁採用以歌舞伎定式幕為意象的彩色磁磚裝飾。站體位於晴海通下方，比淺草線車站更深。北千住側有緊急用的橫渡線。2013年3月1日，連通歌舞伎座、歌舞伎座大廈與車站地下2樓的「木挽町廣場」竣工（名稱來自於歌舞伎座所在地的舊地名木挽町）。
本站的都營地下鐵（淺草線）與東京地下鐵（日比谷線）月台是連續編號，一般並不常見。
本站、銀座站、日比谷站3站之間有隧道上層的地下道連通，還可藉由地下通道前往有樂町站、二重橋前站、大手町站、東京站。

#### 月台配置
| 月台 | 路線     | 目的地                   |
| ---- | -------- | ------------------------ |
| 3    | 日比谷線 | 銀座、六本木、中目黑方向 |
| 4    | 日比谷線 | 上野、北千住、南栗橋方向 |

（來源：東京地下鐵:構內圖 （页面存档备份，存于））

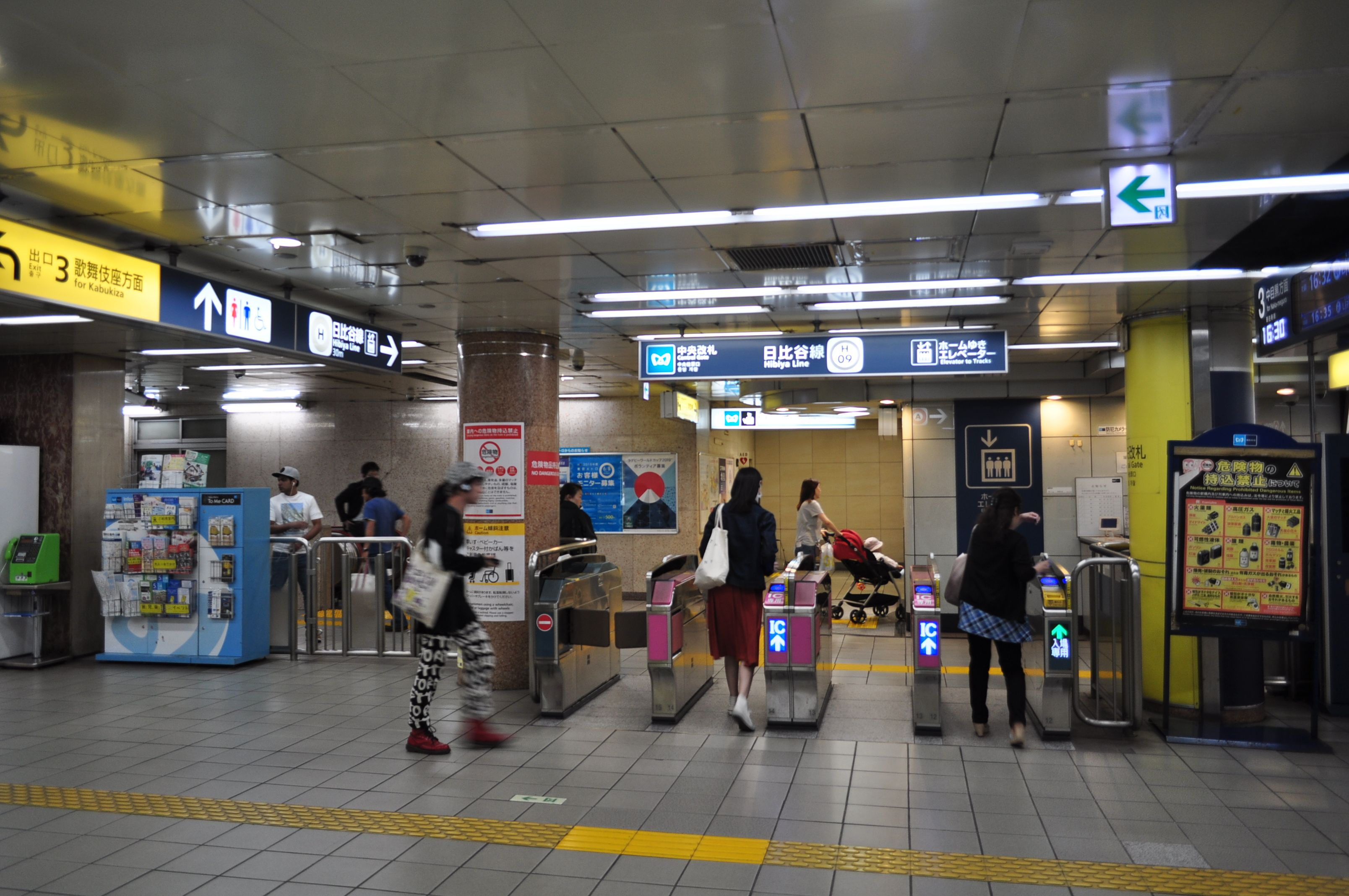
日比谷線閘口（2018年5月24日攝）

## 利用狀況
- 都營地下鐵 - 2017年度1日平均上下車人次為83,607人（上車人次41,684人、下車人次41,923人）[使用人數 1]。
- 東京地下鐵 - 2017年度1日平均上下車人次為90,621人[使用人數 2]。
東京地下鐵全部130個車站當中排名第47位。

### 各年度1日平均上下車人次
近年1日平均上下車人次推移如下表。
| 年度               | 都營地下鐵         | 都營地下鐵 | 營團 / 東京地下鐵  | 營團 / 東京地下鐵 |
| 年度               | 1日平均 上下車人次 | 增長率     | 1日平均 上下車人次 | 增長率            |
| ------------------ | ------------------ | ---------- | ------------------ | ----------------- |
| 2003年（平成15年） | 69,449             | −1.3%      | 74,773             | −0.4%             |
| 2004年（平成16年） | 69,763             | 0.5%       | 74,724             | −0.1%             |
| 2005年（平成17年） | 70,603             | 1.2%       | 75,334             | 0.8%              |
| 2006年（平成18年） | 71,269             | 0.9%       | 76,464             | 1.5%              |
| 2007年（平成19年） | 72,432             | 1.6%       | 78,261             | 2.4%              |
| 2008年（平成20年） | 72,653             | 0.3%       | 78,216             | −0.1%             |
| 2009年（平成21年） | 70,773             | −2.6%      | 75,847             | −3.0%             |
| 2010年（平成22年） | 68,745             | −2.9%      | 74,214             | −2.2%             |
| 2011年（平成23年） | 66,494             | −3.3%      | 72,841             | −1.9%             |
| 2012年（平成24年） | 68,715             | 3.3%       | 74,648             | 2.5%              |
| 2013年（平成25年） | 73,302             | 6.7%       | 81,457             | 9.1%              |
| 2014年（平成26年） | 73,516             | 0.3%       | 80,141             | −1.6%             |
| 2015年（平成27年） | 76,505             | 4.1%       | 84,356             | 5.3%              |
| 2016年（平成28年） | 79,876             | 4.4%       | 88,023             | 4.3%              |
| 2017年（平成29年） | 83,607             | 4.6%       | 90,621             | 3.0%              |

### 各年度1日平均上車人次（1962年－2000年）
| 年度               | 都營地下鐵 | 營團   | 來源              |
| ------------------ | ---------- | ------ | ----------------- |
| 1962年（昭和37年） | 5,039      | 5,441  | [ 東京都統計 1 ]  |
| 1963年（昭和38年） | 7,162      | 7,264  | [ 東京都統計 2 ]  |
| 1964年（昭和39年） | 10,512     | 12,118 | [ 東京都統計 3 ]  |
| 1965年（昭和40年） | 13,213     | 15,624 | [ 東京都統計 4 ]  |
| 1966年（昭和41年） | 15,246     | 17,558 | [ 東京都統計 5 ]  |
| 1967年（昭和42年） | 16,988     | 19,507 | [ 東京都統計 6 ]  |
| 1968年（昭和43年） | 23,311     | 24,287 | [ 東京都統計 7 ]  |
| 1969年（昭和44年） | 30,882     | 30,527 | [ 東京都統計 8 ]  |
| 1970年（昭和45年） | 34,415     | 32,058 | [ 東京都統計 9 ]  |
| 1971年（昭和46年） | 37,109     | 35,473 | [ 東京都統計 10 ] |
| 1972年（昭和47年） | 39,321     | 37,959 | [ 東京都統計 11 ] |
| 1973年（昭和48年） | 39,658     | 38,482 | [ 東京都統計 12 ] |
| 1974年（昭和49年） | 38,600     | 39,195 | [ 東京都統計 13 ] |
| 1975年（昭和50年） | 38,060     | 40,260 | [ 東京都統計 14 ] |
| 1976年（昭和51年） | 37,044     | 39,537 | [ 東京都統計 15 ] |
| 1977年（昭和52年） | 37,559     | 40,099 | [ 東京都統計 16 ] |
| 1978年（昭和53年） | 36,222     | 39,381 | [ 東京都統計 17 ] |
| 1979年（昭和54年） | 35,533     | 39,705 | [ 東京都統計 18 ] |
| 1980年（昭和55年） | 35,666     | 40,833 | [ 東京都統計 19 ] |
| 1981年（昭和56年） | 35,995     | 42,252 | [ 東京都統計 20 ] |
| 1982年（昭和57年） | 36,268     | 43,386 | [ 東京都統計 21 ] |
| 1983年（昭和58年） | 36,658     | 44,672 | [ 東京都統計 22 ] |
| 1984年（昭和59年） | 37,255     | 45,778 | [ 東京都統計 23 ] |
| 1985年（昭和60年） | 36,918     | 45,967 | [ 東京都統計 24 ] |
| 1986年（昭和61年） | 37,858     | 46,397 | [ 東京都統計 25 ] |
| 1987年（昭和62年） | 38,883     | 46,391 | [ 東京都統計 26 ] |
| 1988年（昭和63年） | 39,195     | 46,899 | [ 東京都統計 27 ] |
| 1989年（平成元年） | 39,455     | 46,926 | [ 東京都統計 28 ] |
| 1990年（平成02年） | 39,137     | 47,307 | [ 東京都統計 29 ] |
| 1991年（平成03年） | 41,454     | 47,833 | [ 東京都統計 30 ] |
| 1992年（平成04年） | 31,926     | 47,408 | [ 東京都統計 31 ] |
| 1993年（平成05年） | 40,877     | 46,315 | [ 東京都統計 32 ] |
| 1994年（平成06年） | 41,603     | 45,838 | [ 東京都統計 33 ] |
| 1995年（平成07年） | 40,126     | 44,811 | [ 東京都統計 34 ] |
| 1996年（平成08年） | 39,247     | 43,589 | [ 東京都統計 35 ] |
| 1997年（平成09年） | 38,745     | 42,608 | [ 東京都統計 36 ] |
| 1998年（平成10年） | 38,888     | 42,274 | [ 東京都統計 37 ] |
| 1999年（平成11年） | 37,566     | 40,087 | [ 東京都統計 38 ] |
| 2000年（平成12年） | 36,359     | 38,685 | [ 東京都統計 39 ] |

### 各年度1日平均上車人次（2001年以後）
近年1日平均上車人次推移如下表。
| 年度               | 都營地下鐵 | 營團 / 東京地下鐵 | 來源              |
| ------------------ | ---------- | ----------------- | ----------------- |
| 2001年（平成13年） | 36,359     | 36,203            | [ 東京都統計 40 ] |
| 2002年（平成14年） | 34,847     | 35,907            | [ 東京都統計 41 ] |
| 2003年（平成15年） | 34,167     | 36,593            | [ 東京都統計 42 ] |
| 2004年（平成16年） | 34,115     | 36,860            | [ 東京都統計 43 ] |
| 2005年（平成17年） | 34,430     | 37,016            | [ 東京都統計 44 ] |
| 2006年（平成18年） | 34,748     | 37,460            | [ 東京都統計 45 ] |
| 2007年（平成19年） | 35,585     | 38,328            | [ 東京都統計 46 ] |
| 2008年（平成20年） | 35,825     | 38,496            | [ 東京都統計 47 ] |
| 2009年（平成21年） | 35,014     | 37,249            | [ 東京都統計 48 ] |
| 2010年（平成22年） | 33,980     | 36,496            | [ 東京都統計 49 ] |
| 2011年（平成23年） | 32,950     | 36,060            | [ 東京都統計 50 ] |
| 2012年（平成24年） | 34,026     | 36,710            | [ 東京都統計 51 ] |
| 2013年（平成25年） | 36,497     | 40,263            | [ 東京都統計 52 ] |
| 2014年（平成26年） | 36,637     | 39,685            | [ 東京都統計 53 ] |
| 2015年（平成27年） | 38,160     | 41,770            | [ 東京都統計 54 ] |
| 2016年（平成28年） | 39,815     | 43,622            | [ 東京都統計 55 ] |
| 2017年（平成29年） | 41,684     |                   |                   |

備註
1. 1 2  1963年2月28日開業。開業日から同年3月31日までの計32日間を集計したデータ。

## 車站周邊
- 歌舞伎座、歌舞伎座大廈
- 銀座MTR大廈
  - 阪和興業（日语：阪和興業）東京本社
  - 新橋演舞場
- 時事通信社
- 電源開發本店
- 東京銀座萬怡飯店（日语：コートヤード・バイ・マリオット東京銀座ホテル）
- 東劇大廈
  - 松竹本社
  - 東京劇場
- 京橋郵便局（日语：京橋郵便局）
  - 郵貯銀行京橋店
- 銀座三郵便局
- 銀座六郵便局
- 銀座七郵便局
- 中央區銀座區民館
- 中央區築地社會教育會館
- 日本年金機構（日语：日本年金機構）中央年金事務所
- 國立癌症研究中心中央醫院
- 銀座松竹廣場
  - 旭通廣告本社
- 七十七銀行（日语：七十七銀行）東京支店 - 地方銀行的東京支店少數未設在日本橋的例子。
- 格拉斯麗銀座酒店（日语：ワシントンホテル (藤田観光)）
- 銀座大榮酒店（ホテル銀座ダイエー）

## 巴士路線

### 東銀座站
中央區社區巴士 江戶巴士（南循環）（日立自動車交通運行）僅周六日停靠東銀座站。
- 中央區社區巴士 江戶巴士（南循環）：往中央區役所

※平日最近的巴士站是「祝橋」或「築地本願寺」。

### 築地、銀座（築地市場、歌舞伎座）
6號出口附近有日之丸自動車興業的「SKY HOP BUS」（スカイホップバス）「築地、銀座（築地市場、歌舞伎座）」巴士站。
- SKY HOP BUS（台場路線）（日之丸自動車興業）

### 築地
都營巴士最近的巴士站是晴海通上的築地巴士站。
- 都03系統：經日比谷、三宅坂（日语：三宅坂）、半藏門往四谷站／經勝鬨站往晴海埠頭
- 都04系統：經銀座四丁目、有樂町站往東京站丸之內南口／經勝鬨站往豐海水產埠頭
- 都05系統：經銀座四丁目、有樂町站往東京站丸之內南口／經勝鬨站往晴海埠頭／經勝鬨站、新豐洲站、有明一丁目往東京Big Sight／經豐洲站往深川車庫
- 業10系統：經豐洲站、木場站、菊川站往東京晴空塔站／經銀座四丁目往新橋／經豐洲站、東雲都橋往深川車庫

## 相鄰車站
都營地下鐵
 淺草線
■機場快特
通過
■機場快特以外的列車類別
新橋（A 10）－東銀座（A 11）－寶町（A 12）
 東京地下鐵
 日比谷線
銀座（H 09）－東銀座（H 10）－築地（H 11）

### 來源
地下鐵1日平均使用人數
1. ↑  各駅乗降人員一覧 （页面存档备份，存于） - 東京都交通局
2. ↑  各駅の乗降人員ランキング （页面存档备份，存于） - 東京メトロ

地下鐵統計資料
1. ↑  .   [2017-07-20]. （原始内容存档于2017-07-31）.
2. 1 2  統計データ （页面存档备份，存于） - 中央区

東京都統計年鑑
1. ↑  .   [2019-01-06]. （原始内容存档于2015-06-29）.
2. ↑  .   [2019-01-06]. （原始内容存档于2015-06-29）.
3. ↑  .   [2019-01-06]. （原始内容存档于2015-06-29）.
4. ↑  .   [2019-01-06]. （原始内容存档于2016-03-05）.
5. ↑  .   [2019-01-06]. （原始内容存档于2016-03-05）.
6. ↑  .   [2019-01-06]. （原始内容存档于2016-03-05）.
7. ↑  .   [2019-01-06]. （原始内容存档于2016-03-05）.
8. ↑  .   [2019-01-06]. （原始内容存档于2016-03-05）.
9. ↑  .   [2019-01-06]. （原始内容存档于2016-03-05）.
10. ↑  .   [2019-01-06]. （原始内容存档于2015-06-29）.
11. ↑  .   [2019-01-06]. （原始内容存档于2015-06-29）.
12. ↑  .   [2019-01-06]. （原始内容存档于2015-06-29）.
13. ↑  .   [2019-01-06]. （原始内容存档于2016-03-05）.
14. ↑  .   [2019-01-06]. （原始内容存档于2016-06-02）.
15. ↑  .   [2019-01-06]. （原始内容存档于2015-06-29）.
16. ↑  .   [2019-01-06]. （原始内容存档于2016-03-05）.
17. ↑  .   [2019-01-06]. （原始内容存档于2015-06-29）.
18. ↑  .   [2019-01-06]. （原始内容存档于2016-03-05）.
19. ↑  .   [2019-01-06]. （原始内容存档于2016-03-05）.
20. ↑  .   [2019-01-06]. （原始内容存档于2016-03-05）.
21. ↑  .   [2019-01-06]. （原始内容存档于2015-06-29）.
22. ↑  .   [2019-01-06]. （原始内容存档于2015-06-29）.
23. ↑  .   [2019-01-06]. （原始内容存档于2015-06-29）.
24. ↑  .   [2019-01-06]. （原始内容存档于2016-03-05）.
25. ↑  .   [2019-01-06]. （原始内容存档于2016-03-05）.
26. ↑  .   [2019-01-06]. （原始内容存档于2015-06-29）.
27. ↑  .   [2019-01-06]. （原始内容存档于2016-03-05）.
28. ↑  .   [2019-01-06]. （原始内容存档于2016-03-05）.
29. ↑  .   [2019-01-06]. （原始内容存档于2016-03-05）.
30. ↑  .   [2019-01-06]. （原始内容存档于2016-03-05）.
31. ↑  .   [2017-03-12]. （原始内容存档于2013-08-15）.
32. ↑  .   [2017-03-12]. （原始内容存档于2013-02-03）.
33. ↑  .   [2017-03-12]. （原始内容存档于2013-02-03）.
34. ↑  .   [2017-03-12]. （原始内容存档于2013-02-03）.
35. ↑  .   [2017-03-12]. （原始内容存档于2013-02-03）.
36. ↑  .   [2017-03-12]. （原始内容存档于2016-03-04）.
37. ↑  平成10年PDF
38. ↑  平成11年PDF
39. ↑  .   [2017-03-12]. （原始内容存档于2016-03-04）.
40. ↑  .   [2017-03-12]. （原始内容存档于2016-03-04）.
41. ↑  .   [2017-03-12]. （原始内容存档于2017-07-29）.
42. ↑  .   [2017-03-12]. （原始内容存档于2017-07-29）.
43. ↑  .   [2017-03-12]. （原始内容存档于2017-07-29）.
44. ↑  .   [2017-03-12]. （原始内容存档于2017-07-29）.
45. ↑  .   [2017-03-12]. （原始内容存档于2017-07-29）.
46. ↑  .   [2017-03-12]. （原始内容存档于2017-07-29）.
47. ↑  .   [2017-03-12]. （原始内容存档于2017-07-29）.
48. ↑  .   [2017-03-12]. （原始内容存档于2016-03-26）.
49. ↑  .   [2017-03-12]. （原始内容存档于2016-03-27）.
50. ↑  .   [2017-03-12]. （原始内容存档于2016-03-25）.
51. ↑  .   [2017-03-12]. （原始内容存档于2016-03-27）.
52. ↑  .   [2017-03-12]. （原始内容存档于2016-03-22）.
53. ↑  .   [2017-03-12]. （原始内容存档于2017-07-30）.
54. ↑  .   [2019-01-06]. （原始内容存档于2018-11-09）.
55. ↑  .   [2019-01-06]. （原始内容存档于2019-05-02）.

## 外部連結
- 東銀座 - 東京都交通局
- 東銀座/H10 | 路線・車站資訊 | 東京地下鐵